# 잡식가족의 딜레마
"잡식가족의 딜레마"는 2015년에 개봉한 대한민국의 영화이다.
2011년 구제역을 계기로 채식을 결심한 가족이 마트에서 판매되는 상품이기 이전에 돼지가 어떤 삶을 살아가는지 알고 싶어 돼지를 찾아 길을 떠난 이야기를 다루고 있다.

## 캐스팅
- 황윤 : 본인 역
- 잡식가족 - 윤, 영주, 도영
- 돼지가족 - 십순, 돈수